# 松本 (江戸川区)
松本（まつもと）とは、東京都江戸川区北部の町名。現行行政地名は松本一丁目および松本二丁目。住居表示実施済み地区である。

## 地理
隣接する地域は北は興宮町および本一色二丁目、東は新中川を挟んで対岸に東松本二丁目、南は大杉四・五丁目、西は中央三丁目。
江戸川区北部に位置する。地区の東辺を新中川と接し、北辺を千葉街道で画す。

### 地価
住宅地の地価は、2024年（令和6年）7月1日の地価調査によれば、松本1-27-8の地点で31万7000円/m2となっている。

### 地名の由来
旧来の「松本村」に由来。

## 世帯数と人口
2025年（令和7年）1月1日現在（江戸川区発表）の世帯数と人口は以下の通りである。
| 丁目       | 世帯数    | 人口    |
| ---------- | --------- | ------- |
| 松本一丁目 | 1,116世帯 | 2,230人 |
| 松本二丁目 | 916世帯   | 1,899人 |
| 計         | 2,032世帯 | 4,129人 |

### 人口の変遷
国勢調査による人口の推移。
| 年                 | 人口  |
| ------------------ | ----- |
| 1995年（平成7年）  | 4,384 |
| 2000年（平成12年） | 4,401 |
| 2005年（平成17年） | 4,413 |
| 2010年（平成22年） | 4,471 |
| 2015年（平成27年） | 4,263 |
| 2020年（令和2年）  | 4,246 |

### 世帯数の変遷
国勢調査による世帯数の推移。
| 年                 | 世帯数 |
| ------------------ | ------ |
| 1995年（平成7年）  | 1,616  |
| 2000年（平成12年） | 1,671  |
| 2005年（平成17年） | 1,733  |
| 2010年（平成22年） | 1,789  |
| 2015年（平成27年） | 1,741  |
| 2020年（令和2年）  | 1,850  |

## 学区
区立小・中学校に通う場合、学区は以下の通りとなる。なお、江戸川区では学校選択制度を導入しており、区内全域から選択することが可能。。
| 丁目       | 番地 | 小学校               | 中学校               |
| ---------- | ---- | -------------------- | -------------------- |
| 松本一丁目 | 全域 | 江戸川区立鹿本小学校 | 江戸川区立鹿本中学校 |
| 松本二丁目 | 全域 | 江戸川区立鹿本小学校 | 江戸川区立鹿本中学校 |

## 事業所
2021年（令和3年）現在の経済センサス調査による事業所数と従業員数は以下の通りである。
| 丁目       | 事業所数  | 従業員数 |
| ---------- | --------- | -------- |
| 松本一丁目 | 91事業所  | 811人    |
| 松本二丁目 | 89事業所  | 667人    |
| 計         | 180事業所 | 1,478人  |

### 事業者数の変遷
経済センサスによる事業所数の推移。
| 年                 | 事業者数 |
| ------------------ | -------- |
| 2016年（平成28年） | 179      |
| 2021年（令和3年）  | 180      |

### 従業員数の変遷
経済センサスによる従業員数の推移。
| 年                 | 従業員数 |
| ------------------ | -------- |
| 2016年（平成28年） | 1,329    |
| 2021年（令和3年）  | 1,478    |

## 交通

### 公共交通
鉄道
松本の町域内に鉄道駅は存在しない。さらに至近の駅から1km以上はなれた鉄道空白地帯に町域のすべてが当たる。以下に最寄り駅を紹介する。
- 東日本旅客鉄道（JR東日本）
  - 総武線　：　新小岩駅（葛飾区新小岩）

路線バス
バスにより小岩駅、新小岩駅、亀戸駅、錦糸町駅、篠崎駅、瑞江駅、一之江駅、船堀駅、葛西駅、葛西臨海公園駅、青砥駅、亀有駅との連絡がある。
- 都営バス
  - 新小20 ： 東新小岩四丁目〜新小岩駅北口〜上一色〜鹿本中学校前〜松本弁天〜一之江駅前（京成タウンバスと共同運行）
  - 錦27 ： 小岩駅前〜鹿本中学校前〜菅原橋〜江戸川区役所前〜小松川三丁目〜亀戸駅通り～錦糸町駅前〜両国駅前
  - 錦27-2 ： 小岩駅前〜鹿本中学校前〜菅原橋〜江戸川区役所前〜船堀駅前

- 京成バス
  - 環07（急行・シャトルセブン） ： 小岩駅〜一之江駅環七口〜葛西駅〜葛西臨海公園駅〜東京ディズニーランド〜東京ディズニーシー
  - 環08（急行・シャトルセブン） ： 亀有駅〜青砥駅東交差点〜一之江駅環七口〜葛西駅〜葛西臨海公園駅〜東京ディズニーランド〜東京ディズニーシー
  - 新小20（京成タウンバス） ： 東新小岩三丁目〜新小岩駅北口〜上一色〜鹿本中学校前〜松本弁天〜一之江駅前（都営バスと共同運行）
  - 新小71 ： 新小岩駅前～菅原橋〜松本弁天〜鹿骨～篠崎駅前〜江戸川スポーツランド／瑞江駅
  - 小74（京成タウンバス） ： 小岩駅〜菅原橋〜江戸川区役所〜小松川警察署

### 道路・橋梁
道路
- 国道14号（千葉街道）
- 東京都道318号環状七号線（環七通り）
- 鹿骨街道

橋梁
- 小岩大橋
- 松本橋
- 鹿骨新橋
- 鹿本橋

## 施設
教育
- 江戸川区立鹿本小学校
- 江戸川区立鹿本中学校

公園・スポーツ・レクリエーション
- 江戸川区総合体育館

## 史跡
- 寿昌院（松本弁天）
- 諏訪神社
- 天祖神社

## その他

### 日本郵便
- 郵便番号 : 133-0043[3]（集配局 : 小岩郵便局[16]）。